# Лаблин (Висконсин)
Лаблин (енгл. Lublin) град је у америчкој савезној држави Висконсин.

## Демографија
По попису из 2010. године број становника је 118, што је 8 (7,3%) становника више него 2000. године.
| Група             | 2000.        | 2010.       |
| Белци             | 110 (100,0%) | 116 (98,3%) |
| Афроамериканци    | 0 (0,0%)     | 0 (0,0%)    |
| Азијати           | 0 (0,0%)     | 1 (0,8%)    |
| Хиспаноамериканци | 0 (0,0%)     | 1 (0,8%)    |
| Укупно            | 110          | 118         |